# Passo Zube
Il passo Zube (in francese, Col Zube - 2.874 m; in lingua walser, Zubecoll è un valico alpino che collega la Valsesia con la valle del Lys, rispettivamente in Piemonte e in Valle d'Aosta.

## Toponimo

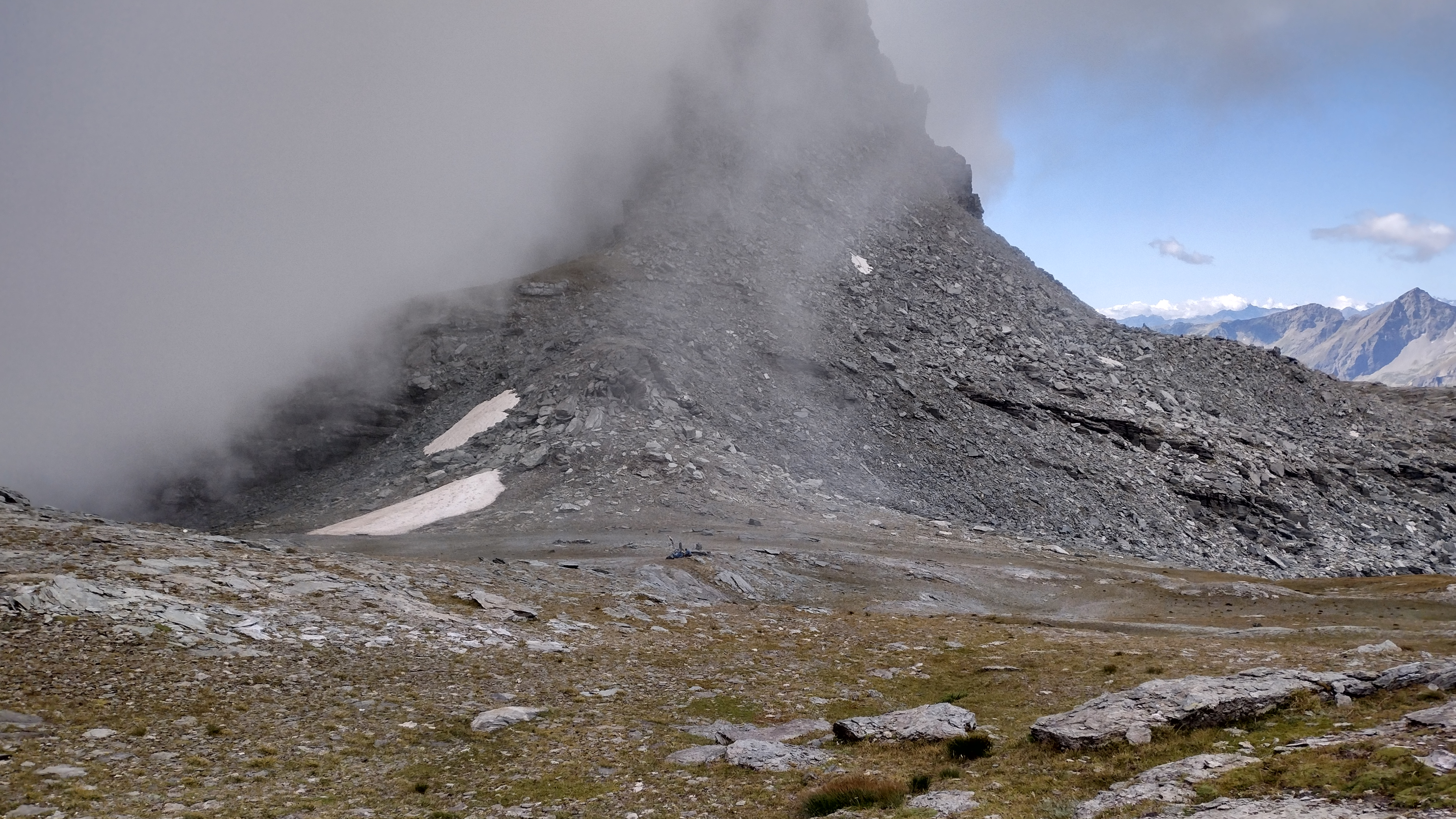
Il valico viso dal crinale, sulla sinistra nubi che salgono dalla Valsesia

In lingua walser Zubio significa pisciata. Il toponimo Zube è legato alla presenza nella zona di cascate nei pressi della vicina alpe di Zube.

## Descrizione
Il valico collega la Valle del Lys con la Valsesia e, in particolare, la Val d'Otro. Si apre tra il Corno Rosso (a nord) e il Corno Foric (3.018 m). Il crinale prosegue verso sud verso la Punta Straling.

## Escursionismo
Il passo può essere raggiunto  dalla Val d'Otro con il sentiero n.203b che parte dell’Alpe Pianmisura piccola; l’itinerari non presenta particolari difficoltà se non in presenza di nebbia, che rende più complicato l’orientamento. L’accesso dalla Valle del Lys avviene per il sentiero 4 che parte dal Lago Gabiet. Una volta arrivati al passo di Zube è possibile raggiungere per tracce di sentiero la vicina cima del Corno Rosso.

## Skyrunning
Per il valico transita anche la Monte Rosa SkyMarathon.